# Aram Arnavoudian
Aram Arnavoudian, artiestennaam Alban (Istanboel, 1883 - Caïro, 1961) was een in Turkije geboren Armeens fotograaf. Samen met Van Leo en Armand behoorde hij tot de groep Armeense fotografen die in Egypte bekendheid kregen vanwege hun experimenten met vernieuwende fotografietechnieken.

## Biografie
Arnavoudian werd geboren in Kuzguncuk, een woonwijk van Istanboel. Zijn gezin vertrok rond 1893 naar Alexandrië in Egypte. Op jonge leeftijd leerde hij hier vioolspelen en ook verschillende talen spreken.
Omdat zijn naam "Albanees" betekent in het Armeens, kreeg hij van zijn leraar op school die bijnaam en is hij later de artiestennaam Alban gaan gebruiken. Dankzij zijn vriend en fotograaf  Tachjian kreeg hij in 1906 enkele fotografieopdrachten toegespeeld. Korte tijd bleef hij met hem samenwerken, totdat hij met de nodige problemen zijn eigen fotostudio opende.
Na afloop van de Eerste Wereldoorlog, in 1920, droeg hij zijn studio over aan de fotograaf Apkar en vertrok hij naar Brussel. Hier wist hij opdrachten te krijgen van opmerkelijke personen, waaronder van koningin Elisabeth.
Vanwege de verslechterde economische situatie keerde hij in 1940 terug naar Egypte. Vanwege het succes dat Apkar in Alexandrië had, reisde hij door naar Caïro en begon hier opnieuw een eigen fotostudio. In 1944 ontmoette hij Chaké die eerst zijn assistente werd en met wie hij in 1954 trouwde.
Hier werd hij een instituut op het gebied van de fotobewerking, uitvergroting en lichtinval. Tot zijn clientèle rekende hij Europeanen en de bovenlaag van de Egyptische bevolking, onder wie koning Faroek en andere leden van het koningshuis.
Na zijn dood in 1961 zette zijn vrouw de studio tot aan het begin van de jaren zeventig voort onder de naam "Alban, Chaké".